# Chelonus wesmaelii
Chelonus wesmaelii är en stekelart som beskrevs av Curtis 1837. Chelonus wesmaelii ingår i släktet Chelonus och familjen bracksteklar. Inga underarter finns listade i Catalogue of Life.

## Bildgalleri

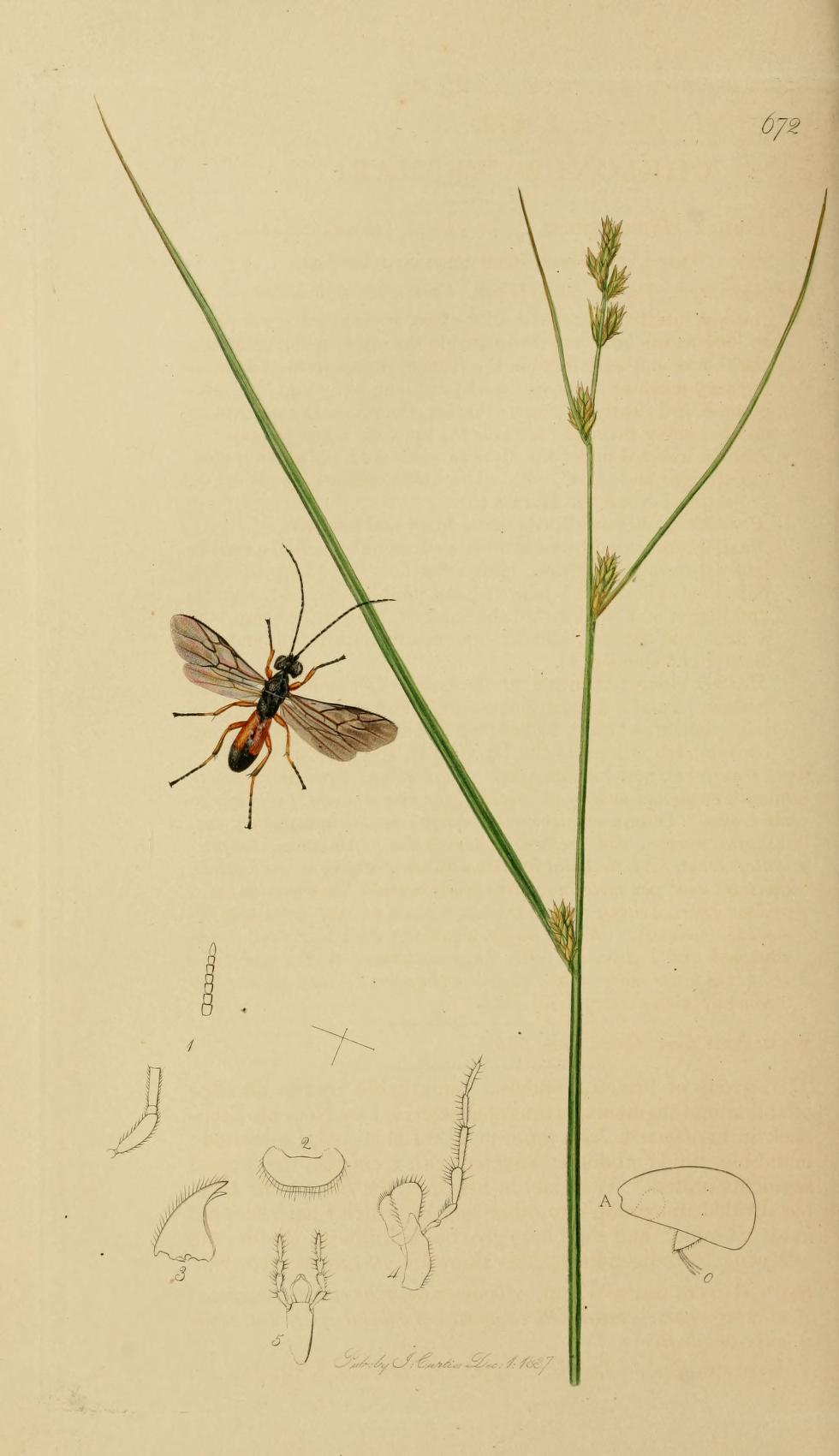